# 巴西油鯡
巴西油鯡為輻鰭魚綱鲱形目鲱科的其中一種，分布於西南大西洋的巴西里約熱內盧海域，體長可達26公分，棲息在沿海海域，成群活動，以浮游生物為食，可做為食用魚。

## 擴展閱讀
維基物種上的相關：巴西油鯡